# Гармонізована послуга соціальної цінності

Карта Європи з державами, де працює номер 116 000, позначеними синім.

Гармонізо́вана послу́га соціа́льної ці́нності — тип безкоштовної послуги телефонного зв’язку, доступної в Європейському Союзі та в деяких державах, що не входять до ЄС (включно з країнами Європейської економічної зони та Сполученим Королівством), яка відповідає певним суспільним потребам, зокрема що сприяє добробуту чи безпеці громадян чи окремих груп громадян або допомагає громадянам, які опинилися у скрутному становиську. Номери телефонів і відповідні описи послуг контролюються Європейською комісією та гармонізовані в усіх країнах-членах ЄС та ЄЕЗ. Гармонізовані послуги, що мають соціальну цінність, використовують префікс 116, за яким слідують три цифри, що вказують на тип послуги.
Після того, як комісія присвоїла номер, телефонний регулятор у кожній країні розподіляє його між постачальником телефонних послуг та організацією, що надає послуги, за їхнім вибором. Першими номерами, які будуть виділені, стануть 116 000 (лінії допомоги зниклим дітям), 116 111 (лінії допомоги дітям) та 116 123 (лінії емоційної підтримки).

## Завдання
Станом на березень 2010 року Європейська Комісія присвоїла наступні номери:
| Номер   | Ім'я                                         | опис |
| ------- | -------------------------------------------- | --- |
| 116 000 | Гаряча лінія для зниклих дітей               | Служба (а) приймає дзвінки про зникнення дітей і передає їх поліції; (б) надає рекомендації та підтримує осіб, відповідальних за зниклу дитину; (в) підтримує розслідування. |
| 116 006 | Телефон довіри для постраждалих від злочинів | Послуга дає можливість жертвам злочинів отримати емоційну підтримку в таких обставинах, отримати інформацію про свої права та способи захисту своїх прав, а також отримати направлення до відповідних організацій. Зокрема, він надає інформацію про (а) місцеву поліцію та кримінальне судочинство; (б) можливості компенсації та питання страхування. Він також надає підтримку в пошуку інших джерел допомоги, які стосуються жертв злочинів. |
| 116 111 | Телефони допомоги дітям                      | Служба допомагає дітям, які потребують догляду та захисту, і зв’язує їх із службами та ресурсами; це дає дітям можливість висловити свої занепокоєння, поговорити про проблеми, які їх безпосередньо стосуються, і зв’язатися з кимось у надзвичайній ситуації. |
| 116 117 | Невідкладна медична допомога                 | Служба направляє абонентів до медичної допомоги, яка відповідає їхнім потребам, яка є невідкладною, але не загрожує життю, особливо, але не виключно, у неробочий час, у вихідні та святкові дні. Він з’єднує абонента з кваліфікованим і підтримуваним оператором виклику або з’єднує абонента безпосередньо з кваліфікованим лікарем чи лікарем.                                                                                               |
| 116 123 | Телефони довіри емоційної підтримки          | Послуга дозволяє абоненту отримати вигоду від справжніх людських стосунків, заснованих на неосудному слуханні. Вона пропонує емоційну підтримку абонентам, які страждають від самотности, у стані психологічної кризи або планують самогубство. |

Число 116 112 не використовуватиметься, щоб уникнути плутанини з єдиним європейським номером екстреної допомоги 112. Крім того, число 116 116 використовується в Німеччині як гаряча лінія для боротьби з шахрайством.
Застереження комісії зобов’язує країни-члени надавати номери для реєстрації зацікавленим сторонам. Проте перелік конкретного номера та пов’язаної з ним узгодженої соціальної послуги не зобов’язує держави-члени забезпечити надання відповідної послуги на їхній території.

## Національні впровадження
Тепер кожна послуга доступна принаймні в частині ЄС і Сполученому Королівстві. 116 Лінія медичної допомоги 117 є найменш запровадженою на сьогоднішній день, її активували лише в Австрії, Німеччині та колишній державі-члені ЄС Сполученому Королівстві. І навпаки, 116 Лінія 000 зниклих дітей діє в 27 країнах і 116 Дитяча лінія допомоги 111 працює в 22 країнах.

## Подібні послуги в інших державах
Подібні служби телефонних номерів існують в інших державах для задоволення конкретних потреб громади.

### Австралія

#### Лінія допомоги поліції – 131 444
В Австралії телефонний номер 131 444 є лінією допомоги поліції і його можна використовувати для зв’язку з поліцією не в надзвичайних ситуаціях, щоб повідомити про злочин або зробити запити. Кожен поліцейський підрозділ штату чи території керує лінією допомоги поліції, при цьому маршрутизація дзвінка здійснюється залежно від того, куди з’єднується дзвінок, якщо телефонують на мобільний телефон. Проблеми можуть виникнути в прикордонних містах або, зокрема, навколо Австралійської столичної території (ACT), оскільки вона повністю розташована в Новому Південному Уельсі (NSW), дзвінки з мобільного телефону можуть здійснюватися в NSW або навпаки.
131 444 називається "Policelink" у Квінсленді.

#### Crime Stoppers – 1800 333 000
Crime Stoppers – це некомерційна благодійна організація, яка тісно співпрацює з місцевою поліцією та дозволяє людям анонімно повідомляти про злочини, надавати інформацію про нерозкриті злочини або повідомляти про підозрілу діяльність. Повідомити можна онлайн, або за номером телефону.

#### Екстрене сповіщення Австралії – +61 444 444 444
Emergency Alert Australia – це система, яка може надсилати текстові повідомлення або записи голосу на мобільні телефони та стаціонарні телефони в певній географічній зоні, щоб попередити громадськість у цій місцевості про надзвичайну ситуацію, таку як лісові пожежі, повені тощо. Повідомлення надходять із телефону номер 0444 444 444 (або +61 444 444 444). Система також використовується в Новому Уельсі, щоб люди шукали людей із високим ризиком зниклих безвісти, наприклад людей похилого віку чи тих, хто має проблеми з психічним здоров’ям. Номер телефону не може приймати дзвінки та текстові повідомлення.